# Принцип Ферма
Принцип Ферма — основний принцип геометричної оптики, який стверджує, що оптична довжина {\displaystyle L\,} реального променя, що проходить між точками {\displaystyle P_{1}\,} та {\displaystyle P_{2}\,}, менша за оптичну довжину будь-якої іншої кривої, яку можна провести між цими двома точками. 
{\displaystyle L=\int _{P_{1}}^{P_{2}}nds},
де n — показник заломлення, мінімальний для реального променя. 
Інше формулювання полягає в тому, що промінь обирає таку траєкторію, щоб затратити найменший час на подолання відстані між двома точками. 
П'єр Ферма опублікував принцип найменшого часу в 1657, стверджуючи, що «природа завжди обирає найкоротший шлях»
. 
Виходячи з принципу Ферма, можна вивести всі закони геометричної оптики, наприклад, закон заломлення. 

## Історія
Один з фундаментальних принципів фізики виник у той час, коли ще й самої фізики в сучасному розумінні не було. Більше того, не було навіть класичної механіки (механіка Ньютона тоді ще тільки зароджувалась), у рамках якої і виникла вперше ідея розбудови фізичної теорії, що базується на аксіоматичному підході Евкліда.
Принцип Ферма, подібно до Александрійського маяка, освітлював шлях, яким ішла фізика в напрямі аксіоматизації своєї теорії впродовж останніх 350 років. Його ідея була використана при аксіоматизації класичної механіки, оптики, електродинаміки. Більше того, ці ідеї були використані при закладенні основ квантової механіки (формальне виведення рівнянь Шредінгера та Клейна-Гордона).
Оскільки диференціальне числення тоді ще тільки створювалося в уяві геніального Ньютона (свої "Начала" навіть він написав, використовуючи геометричний підхід, хоч при отриманні формул користувався диференціальним численням), тому Ферма сформулював свій принцип у словесній формі. Сучасна інтерпретація гласить:
Світло розповсюджується із однієї точки середовища в іншу по шляху, для проходження якого витрачається найменше часу.
Математичне формулювання можливе в межах варіаційного числення, яке виникло тільки в середині XVIII століття:
{\displaystyle \delta \int _{-A}^{B}dS=0},
де {\displaystyle A} та {\displaystyle B-} точки, між якими поширюється світло;
{\displaystyle dS=ndl\ }
- елемент оптичної довжини шляху, {\displaystyle n=n(x,y,z)\ }- абсолютний показник заломлення середовища.

## Сучасне формулювання
В основі сучасного виведення принципу Ферма лежить використання комплексної плоскої хвилі в загальній формі, справедливій як для електромагнітних коливань, так і для квантових:
{\displaystyle \Psi (\mathbf {r} ,t)=a(\mathbf {r} )\exp(i[\omega t-k_{0}\phi (\mathbf {r} )])}.
де {\displaystyle a(\mathbf {r} )\ }- амплітуда коливань, {\displaystyle \omega \ }- циклічна частота, {\displaystyle k_{0}-} хвильове число, а {\displaystyle \phi (\mathbf {r} )\ } - функція ейконала.
Ця функція задовольняє хвильовому рівнянню Даламбера:
{\displaystyle \Delta F-{\frac {1}{v^{2}}}{\frac {\partial ^{2}F}{\partial t^{2}}}=0}.
де {\displaystyle v-} швидкість розповсюдження хвилі {\displaystyle F-} довільна функція, наприклад напруженість електричного поля.
Систему з двох диференціальних рівнянь для визначення ейконала знаходять шляхом диференціювання, підставляючи хвильову функцію в рівняння д'Аламбера:
{\displaystyle (\nabla \phi )^{2}=n^{2}+{\frac {\Delta a}{ak_{0}^{2}}}}
де {\displaystyle n=\omega /vk_{0}-} показник заломлення.
{\displaystyle a\Delta \phi +2(\nabla a,\nabla \phi )=0}
де {\displaystyle k_{0}=\omega /c=2\pi /\lambda -} хвильове число.
Якщо довжина хвилі {\displaystyle \lambda } мала, а амплітуда {\displaystyle a} змінюється не дуже швидко, тоді:
{\displaystyle \left|{\frac {\Delta a}{ak_{0}^{2}}}\right|<n^{2},}
{\displaystyle \left|\lambda ^{2}{\frac {\partial ^{2}a}{\partial x^{2}}}\right|\ll \left|\lambda {\frac {\partial a}{\partial x}}\right|\ll a}
і диференційні рівняння для визначенню ейконалу спрощуються:
{\displaystyle \nabla \phi =n\mathbf {s} }
{\displaystyle a\Delta \phi +2n{\frac {\partial a}{\partial \mathbf {s} }}=0}
де {\displaystyle \mathbf {s} } — одиничний вектор нормалі до фронту хвилі:
{\displaystyle \omega t-k_{0}\phi ={\text{const}}\ },
проведений в сторону її руху. Останнє диференційне рівняння і називають рівнянням ейконала. Воно визначає швидкість поширення фронту хвилі в напрямі нормалі {\displaystyle \mathbf {s} }:
{\displaystyle \mathbf {v} ={\frac {d\mathbf {s} }{dt}}}.
Дані диференційні рівняння і визначають систему рівнянь геометричної оптики. Останнє рівняння можна проінтегрувати в загальному вигляді:
{\displaystyle a=a_{0}\exp \left(-\int _{0}^{S}{\frac {\Delta \phi }{2n}}\,dS\right)}
де {\displaystyle a_{0}-} амплітуда в точці променя, від якої відраховується його довжина {\displaystyle S}.
Ці рівняння можна привести й до відомішої форми, що традиційно використовується при формулюванні принципу Ферма:
{\displaystyle \phi (S)=\int _{0}^{S}n(S^{'})\,dS^{'}},
звідки слідує відомий вираз принципу Ферма:
{\displaystyle \delta \phi (S)=\delta \int _{0}^{S}n(S^{'})\,dS^{'}=0}.

## Дивись також
- Принцип найменшої дії